# Stella Étoile Sportive Calais
La Stella Étoile Sportive Calais è una società pallavolistica femminile francese con sede a Calais. Attualmente milita nel massimo campionato francese.

## Storia della società
Il club pallavolistico della Stella Étoile Sportive Calais è stato fondato nel 1929 ed è una delle squadre più antiche di Francia. Dopo decenni di alterna fortuna, senza mai raggiungere obiettivi ragguardevoli, ne vincere mai alcuna competizione, nel 1993 vince il campionato cadetto e viene promosso nella massima serie: l'anno successivo si aggiudica a sorpresa la Coppa di Francia.
Ad inizio della stagione 2003-04, per problemi finanziari, la società decide di non partecipare al campionato e di cominciare dalle serie minori: nel 2006 viene nuovamente promossa nel campionato di Pro A, ottenendo buoni piazzamenti in classifica, che gli permettono di partecipare a diverse competizioni europee; al termine della stagione 2012-13 il club viene retrocesso in Élite.

## Rosa 2012-2013
| N° | Nome                    | Ruolo | Data di nascita  | Nazionalità sportiva |
| -- | ----------------------- | ----- | ---------------- | -------------------- |
| 1  | Keylla Fabrino          | P     | 13 maggio 1986   | Brasile              |
| 2  | Tamara Matos            | C     | 19 luglio 1985   | Brasile              |
| 3  | Yamila Nizetich         | S     | 27 gennaio 1989  | Argentina            |
| 4  | Melisa Callo            | S     | 9 marzo 1985     | Argentina            |
| 5  | Paola Gustave Dit Duflo | C     | 7 ottobre 1988   | Francia              |
| 6  | Taiana Tere             | S     | 27 maggio 1986   | Francia              |
| 7  | Laura Wierre            | S     | 13 maggio 1985   | Francia              |
| 8  | Loraine Henkel          | C     | 12 febbraio 1988 | Germania             |
| 9  | Mireya Delgado          | S     | 5 novembre 1991  | Spagna               |
| 10 | Luiza Ungerer           | L     | 14 gennaio 1988  | Brasile              |
| 11 | Hana Kašić              | P     | 5 giugno 1992    | Francia              |
| 13 | Michaela Doležalová     | S     | 22 giugno 1984   | Rep. Ceca            |
| 15 | Maria Jose Perez        | S     | 18 marzo 1988    | Venezuela            |

## Palmarès
- Coppa di Francia: 1

1993-94